# Discographie des Bee Gees

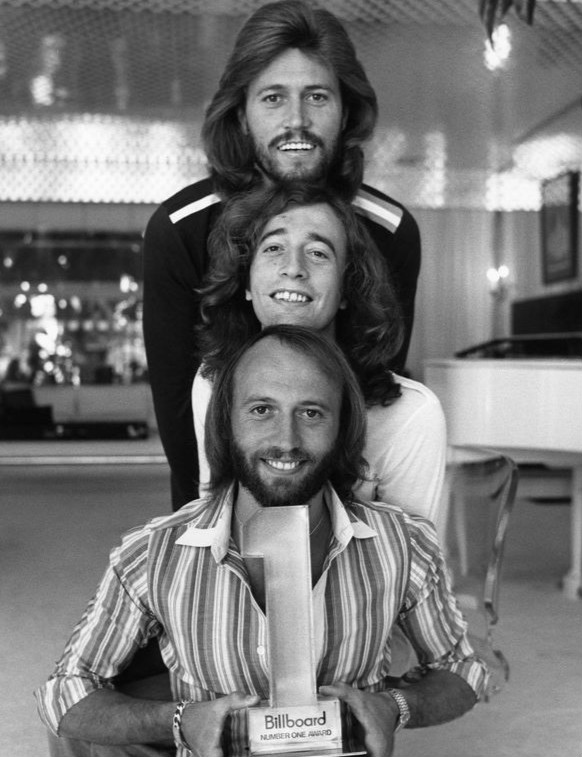
Les Bee Gees en 1977.

Cet article présente la discographie des Bee Gees.

## Albums

### En studio
Les deux premiers albums du groupe ne sont sortis qu'en Australie, d'où le nom de « Bee Gees' 1st » pour leur première sortie internationale.
- 1965 : The Bee Gees Sing and Play 14 Barry Gibb Songs
- 1966 : Spicks and Specks
- 1967 : Bee Gees' 1st (UK #8, US #7)
- 1968 : Horizontal (UK #16, US #12, RFA #1)
- 1968 : Idea (UK #4, US #17, RFA #3)
- 1969 : Odessa (UK #10, US #20, RFA #4)
- 1970 : Cucumber Castle (UK #57, US #94, IT #9)
- 1970 : 2 Years On (US #32, AUS #22)
- 1971 : Trafalgar (US #34, IT #3)
- 1972 : To Whom It May Concern (US #35, IT #10)
- 1973 : Life in a Tin Can (US #69, IT #10)
- 1974 : Mr. Natural (US #178, AUS #20)
- 1975 : Main Course (US #14, AUS #29, RFA #29)
- 1976 : Children of the World (US #8, CA #2, NZ #6)
- 1979 : Spirits Having Flown (US #1, UK #1, AUS #1)
- 1981 : Living Eyes (US #41, UK #73, NOR #6)
- 1987 : E.S.P. (US #96, UK #5, NOR #2, RFA #1, CH #1)
- 1989 : One (US #68, UK #4, RFA #4, CH #6)
- 1991 : High Civilization (UK #24, RFA #2, AUT #4)
- 1993 : Size Isn't Everything (US #153, UK #23, ARG #1)
- 1997 : Still Waters (US #11, UK #2, NZ #1, CH #1, AUS #4, AUT #4)
- 2001 : This Is Where I Came In (US #16, UK #6, RFA #3)

### En concert
- 1977 : Here at Last... Bee Gees... Live (US #8, NZ #1)
- 1998 : One Night Only (US #72, UK #4, AUS #1, NZ #1, ARG #1, PB #1, AUT #1, NOR #3, CH #2, FR #5)

### Compilations
- 1969 : Best of Bee Gees
- 1973 : Best of Bee Gees, Volume 2
- 1976 : Bee Gees Gold
- 1979 : Bee Gees Greatest
- 1990 : Tales from the Brothers Gibb
- 1990 : The Very Best of the Bee Gees
- 2001 : Their Greatest Hits: The Record
- 2004 : Number Ones

1. Massachussets
2. World
3. Words
4. I've got a message to you
5. I Started a Joke
6. Don't forget to remember
7. Lonely days
8. How can you mend a broken heart
9. Jive Talkin'
10. You Should Be Dancing
11. Love so right
12. How Deep Is Your Love
13. Stayin' Alive
14. Night Fever
15. Too Much Heaven
16. Tragedy
17. Love you inside out
18. You Win Again
19. Man in the middle (special Maurice Gibb tribute track)

- 2005 : Love Songs
- 2009 : The Ultimate Bee Gees
- 2010 : Mythology

### Bandes originales
- 1977 : Saturday Night Fever (US #1, UK #1, CH #1, IT #1, JA #1, AUS #1, DEU #1, ESP #1, CAN #1, NZ #1)
- 1983 : Staying Alive (US #6, UK #14, CH #1, IT #2, JA #2)

## Singles

### Années 1960

#### En Australie
- 03/1963 : The Battle of the Blue and the Grey / The Three Kisses of Love
- 07/1963 : Timber ! / Take Hold of That Star
- 02/1964 : Peace of Mind / Don't Say Goodbye
- 08/1964 : Claustrophobia (en) / Could It Be
- 10/1964 : Turn Around Look at Me / The Travels of Jaimie McPheeters
- 03/1965 : Every Day I Have to Cry / You Wouldn't Know
- 09/1965 : Wine and Women / Follow the Wind
- 11/1965 : I Was a Lover, a Leader of Men / And the Children Laughing
- 03/1966 : I Want Home / Cherry Red
- 06/1966 : Monday's Rain / All of My Life
- 09/1966 : Spicks and Specks / I Am the World
- 02/1967 : Born a Man / Big Chance

#### Dans le monde
- 02/1967 : Spicks and Specks / I Am the World (réédition)
- 04/1967 : New York Mining Disaster 1941 / I Can't See Nobody
- 07/1967 : To Love Somebody / Close Another Door
- 09/1967 : Massachusetts / Barker of the UFO (#1 UK, ALL, P-B, CA, N-Z)
- 10/1967 : Holiday / Every Christian Lion Hearted Man Will Show You
- 12/1967 : World / Sir Geoffrey Saved the World (#1 ALL, P-B)
- 01/1968 : Words / Sinking Ships (#1 ALL, P-B, CH)
- 03/1968 : Jumbo / The Singer Sang His Song
- 08/1968 : I've Gotta Get a Message to You / Kitty Can (#1 UK, AFSUD)
- 12/1968 : I Started a Joke / Kilburn Towers (#1 CA, AUS, N-Z, DK)
- 03/1969 : First of May / Lamplight
- 05/1969 : Tomorrow Tomorrow / Sun in My Morning (#1 DK)
- 08/1969 : Don't Forget to Remember / The Lord (#1 P-B, N-Z)

### Années 1970
- 01/1970 : Let There Be Love / Really and Sincerely (Benelux)
- 03/1970 : If Only I Had My Mind on Something Else / Sweetheart (États-Unis)
- 04/1970 : I.O.I.O. / Sweetheart
- 11/1970 : Lonely Days / Man for All Seasons (#1 CA)
- 05/1971 : Melody Fair / In the Morning (Japon, Royaume-Uni)
- 06/1971 : How Can You Mend a Broken Heart? / Country Woman (#1 US, CA)
- 10/1971 : When the Swallows Fly / Give Your Best (Benelux)
- 11/1971 : In the Morning / To Love Somebody (Japon)
- 12/1971 : Don't Wanna Live Inside Myself / Walking Back to Waterloo
- 01/1972 : My World / On Time
- 05/1972 : Israel / Dearest (Benelux)
- 07/1972 : Run to Me / Road to Alaska
- 11/1972 : Sea of Smiling Faces / Please Don't Turn out the Lights (Japon)
- 12/1972 : Alive / Paper Mache, Cabbages and Kings
- 03/1973 : Saw a New Morning / My Life Has Been a Song
- 06/1973 : Wouldn't I Be Someone / Elisa
- 03/1974 : Mr. Natural / It Doesn't Matter Much to Me
- 06/1974 : Throw a Penny / I Can't Let You Go (États-Unis)
- 08/1974 : Charade / Heavy Breathing
- 05/1975 : Jive Talkin' / Wind of Change (#1 US, CA)
- 09/1975 : Nights on Broadway / Edge of the Universe
- 01/1976 : Fanny (Be Tender with My Love) / Country Lanes
- 06/1976 : You Should Be Dancing / Subway (#1 US, CA)
- 09/1976 : Love So Right / You Stepped into My Life
- 01/1977 : Boogie Child / Lovers (États-Unis, Italie, Japon)
- 02/1977 : Children of the World / Boogie Child (Europe, Australie)
- 05/1977 : Edge of the Universe (live) / Words (live)
- 10/1977 : How Deep Is Your Love / Can't Keep a Good Man Down (#1 US, CA)
- 12/1977 : Stayin' Alive / If I Can't Have You (#1 US, CA, AUS, NZ, P-B, MEX)
- 02/1978 : Night Fever / Down the Road (#1 UK, US, CA, ESP)
- 04/1978 : More Than a Woman / Children of the World (Australie, Italie, Portugal)
- 08/1978 : Sgt. Pepper's Lonely Hearts Club Band & With a Little Help from My Friends / Nowhere Man & Sgt. Pepper's Lonely Hearts Club Band (Reprise) (Suède)
- 11/1978 : Too Much Heaven / Rest Your Love on Me (#1 US, CA, N-Z, ITA)
- 01/1979 : Tragedy / Until (#1 UK, US, CA, N-Z, ITA)
- 04/1979 : Love You Inside Out / I'm Satisfied (#1 US, CA)
- 12/1979 : Spirits (Having Flown) / Wind of Change

### Années 1980
- 09/1981 : He's A Liar / He's A Liar (Instrumental)
- 11/1981 : Living Eyes / I Still Love You
- 05/1983 : The Woman in You / Stayin' Alive
- 08/1983 : Someone Belonging To Someone / I Love You Too Much (Instrumental)
- 09/1987 : You Win Again / Backtafunk (#1 UK, RFA, CHI)
- 12/1987 : E.S.P / Overnight
- 04/1989 : Ordinary Lives / Wing and a Prayer
- 07/1989 : One / Flesh and Blood

### Années 1990 et 2000
- 03/1991 : Secret Love / Party With No Name
- 05/1991 : The Only Love / You Win Again (live) (Allemagne, Autriche)
- 10/1993 : Paying The Price of Love / My Destiny
- 04/1994 : Kiss Of Life / 855-7019
- 06/1997 : Alone / Rings Around the Moon
- 07/1997 : I Could Not Love You More / Love Never Dies
- 11/1997 : Still Waters (Run Deep) / Love Never Dies
- 04/2001 : This Is Where I Came In / Just in Case / I Will Be There